# 사이클 월드
사이클 월드(영어: Cycle World)는 미국의 모터사이클 잡지이다. 이 잡지는 1962년 조 파크허스트에 의해 창간되었는데, 그는 미국에 "객관적인 저널리즘의 새 시대를 가져온 인물"로 모터사이클 명예의 전당에 헌액되었다. 2001년 기준 기준으로 사이클 월드는 세계에서 가장 큰 모터사이클 잡지였다. 본사는 어바인에 위치해 있다. 정기 기고가로는 피터 이건과 닉 이에나취가 있다. 이전 또는 가끔 기고했던 인물로는 곤조 저널리스트이자 작가인 헌터 S. 톰슨, 저널리스트이자 특파원인 헨리 N. 맨니 3세, 그리고 프로 라이딩 코치인 켄 힐이 있다.

## 역사
파크허스트는 1971년에 사이클 월드를 CBS에 매각했다. CBS의 임원인 피터 G. 다이아만디스와 그의 동료들은 1987년 CBS로부터 CBS 매거진을 매입하여 다이아만디스 커뮤니케이션즈를 설립했으며, 이는 이듬해인 1988년 아셰트 매거진스에 인수되었다. 2011년, 아셰트는 잡지를 허스트 코퍼레이션에 매각했고, 허스트는 같은 해 사이클 월드를 보니에 코퍼레이션에 매각했다. 보니에는 또한 "미국의 스포츠 바이크 시장을 다루던" 잡지인 스포츠 라이더를 소유하고 있었는데, 보니에는 더 큰 구조조정의 일환으로 2017년에 이 잡지를 폐간했다.
옥탄 미디어는 2020년 보니에로부터 이 타이틀을 인수했다. 2020년 10월이 마지막 인쇄본이었다.